# Agrupació Excursionista Muntanya
L'Agrupació Excursionista Muntanya és una entitat excursionista fundada l'any 1930 a Sant Andreu de Palomar. És una de les entitats pioneres del moviment excursionista a Catalunya.

## Història
Va ser fundada per trenta-set homes i set dones amants de la muntanya, la majoria treballadors de Can Fabra, amb l'objectiu d'omplir el buit que hi havia a Sant Andreu de Palomar d'entitats dedicades al muntanyisme. La seva primera seu social fou dins del local de la Societat Coral La Lira.
Acabada la guerra del 36, es pretenia fer desaparèixer l'entitat per la seva significació amb el republicanisme i el catalanisme, però la perseverança dels seus socis la van salvar.
El 1961 va canviar de seu, passant a un edifici situat al carrer Coroleu, 18. Posteriorment, va ampliar les instal·lacions amb l'adquisició d'un altre local al carrer Montsec, 9, que amb el temps va esdevenir, i continua sent, la seva seu.
Activitats que porta a terme: Tallers i cursets d'excursionisme, muntanya, escalada, alta muntanya, BTT, espeleologia, esquí de pista, esquí de muntanya, raquetes de neu, caminades, senderisme, sortides culturals, fotografia, cursos de fotografia i tallers diversos.
Està adherida a la Federació d'Entitats Excursionistes de Catalunya (FEEC), la Federació Catalana d'Espeleologia, i és sòcia fundadora i membre de l'Associació Senders de Catalunya i l'Associació d'Entitats Excursionistes del Barcelonès.
És membre fundador de l'Associació Caminada Internacional de Barcelona - C.I.B.
Participa en esdeveniments esportius, com ral·lis d'alta muntanya, caminades populars com el Barnatresc o el Naturtresc, el Campionat de Catalunya de Cronoescalada, Open Raid i altres competicions de muntanya.
El 2005 va rebre la Medalla d'Honor de Barcelona.